# Ruarsita
La ruarsita és un mineral de la classe dels sulfurs, que pertany al grup de l'arsenopirita. Rep el nom del seu contingut en RUteni i ARSènic.

## Característiques
La ruarsita és un sulfur de fórmula química RuAsS. Cristal·litza en el sistema monoclínic. La seva duresa a l'escala de Mohs és 6 a 7.
Segons la classificació de Nickel-Strunz, la ruarsita pertany a «02.EA: Sulfurs metàl·lics, M:S = 1:2, amb Fe, Co, Ni, PGE, etc.» juntament amb els següents minerals: aurostibita, bambollaïta, cattierita, erlichmanita, fukuchilita, geversita, hauerita, insizwaita, krutaita, laurita, penroseita, pirita, sperrylita, trogtalita, vaesita, villamaninita, dzharkenita, gaotaiita, alloclasita, costibita, ferroselita, frohbergita, glaucodot, kullerudita, marcassita, mattagamita, paracostibita, pararammelsbergita, oenita, anduoïta, clinosafflorita, löllingita, nisbita, omeiïta, paxita, rammelsbergita, safflorita, seinäjokita, arsenopirita, gudmundita, osarsita, cobaltita, gersdorffita, hol·lingworthita, irarsita, jolliffeita, krutovita, maslovita, michenerita, padmaïta, platarsita, testibiopal·ladita, tolovkita, ullmannita, willyamita, changchengita, mayingita, hollingsworthita, kalungaita, milotaita, urvantsevita i rheniïta.
Va ser descoberta l'any 1979 al dipòsit de crom d'Anduo, a la prefectura de Nagchu (Regió Autònoma del Tibet, República Popular de la Xina).